# ラファウ・マイカ
ラファウ・マイカ（Rafał Majka、1989年9月12日 - ）は、ポーランドの自転車競技（ロードレース）選手。「ラファル・マイカ」と表記されることも多い。

## 経歴
2011年、サクソバンク・サンガードでプロデビュー。
2013年のジロ・デ・イタリアでは終盤まで新人賞を堅持していたものの第20ステージでカルロス・ベタンクールに逆転され、惜しくも新人賞獲得とはならなかった。
2014年、ツール・ド・フランスのアルプス・ピレネーの山頂ゴール4ステージで全てトップ3以内となり、マイヨ・ブラン・ア・ポワ・ルージュを獲得した。
2016年、ツール・ド・フランスでは第9ステージでチームのエース、アルベルト・コンタドールがリタイアしたため自由になる。ステージ優勝こそなかったものの、山岳コースで安定してポイントを稼ぎ、山岳賞部門で2位となったトーマス・デ・ヘントに対し79ポイントの差をつけ2年振り2度目の山岳賞を獲得した。因みに山岳ポイントが200ポイントを超えるのは、2007年のマウリシオ・ソレール以来9年振り(2009年のフランコ・ペッリツォッティも200ポイントを超えているが、ドーピングにより剥奪された)。
2017年、ティンコフの解散に伴いボーラ＝ハンスグローエに移籍。ブエルタ・ア・エスパーニャでは第14ステージにおいて前半戦の不調からの復活勝利をあげた。

## 主な戦績
出典：
- ラファウ・マイカ - サイクリングアーカイヴス（英語）

### 2012年
- ツアー・オブ・北京
  -  ヤングライダー賞
  - 総合7位
- ジャパンカップサイクルロードレース
  - 3位

### 2013年
- ジロ・デ・イタリア
  - 総合7位
  - 新人賞部門2位
- ツール・ド・ポローニュ
  -  ポイント賞
- ミラノ〜トリノ
  - 2位
- イル・ロンバルディア
  - 3位

### 2014年
- クリテリウム・アンテルナシオナル
  -  ヤングライダー賞
- ジロ・デ・イタリア
  - 総合6位
- ツール・ド・フランス
  -  山岳賞
  - 総合44位
  - 区間優勝　（第14，17ステージ）
  - 新人賞部門6位
- ツール・ド・ポローニュ
  -  総合優勝
  - 区間優勝　（第5，第6ステージ）

### 2015年
- ツール・ド・ロマンディ
  - 総合7位
- ツール・ド・スイス
  - 総合10位
- ツール・ド・フランス
  - 区間優勝　（第11ステージ）
- ブエルタ・ア・エスパーニャ
  - 総合3位
- ミラノ〜トリノ
  - 2位

### 2016年
- ジロ・デ・イタリア
  - 総合5位
- ポーランド選手権
  - ロードレース　優勝
- ツール・ド・フランス
  -  山岳賞
  -  敢闘賞　（第15ステージ）
- リオデジャネイロオリンピック
  -  個人ロードレース 銅メダル

### 2017年
- ツアー・オブ・カリフォルニア　区間優勝（第2ステージ）
- ツール・ド・スロベニア　総合優勝（第3ステージ優勝）
- ツール・ド・ポローニュ　総合2位
- ブエルタ・ア・エスパーニャ　区間優勝（第14ステージ）

### 2021年
- ブエルタ・ア・エスパーニャ　区間優勝（第15ステージ）

### 2022年
- ツアー・オブ・スロベニア  山岳賞（第1、4ステージ優勝）

### 2023年
- ツール・ド・ポローニュ 区間優勝（第3ステージ）

### 2025年
- ポーランド選手権 個人ロードレース　優勝